# Death Row
| 전문가 평가                      | 전문가 평가 |
| 평가 점수                        | 평가 점수   |
| 출처                             | 점수        |
| -------------------------------- | ----------- |
| AllMusic                         | [ 1 ]       |
| Collector's Guide to Heavy Metal | 8/10        |

《Death Row》는 1994년 10월 1일에 발매된 독일의 헤비 메탈 밴드 억셉트의 열 번째 스튜디오 음반이다. 독일 풀하임의 록스 스튜디오에서 녹음되었다.
스테판 카우프만은 여전히 억셉트의 공식 드러머였지만 라이너 노트에 따르면 〈Bad Habits Die Hard〉와 〈Prejudice〉의 드럼은 스테판 슈바르츠만의 것이다. 스테판 카우프만은 건강 문제 때문에 밴드를 떠나 다음 투어를 해야 했고, 스테판 슈바르츠만은 드럼을 담당했다.

## 배경
이 음반은 록스 스튜디오에서 처음 녹음되었으며, 드러머 스테판 카우프만이 사운드 엔지니어로 활동했다. 《Death Row》에서 스테판 슈바르츠만은 이미 두 곡의 드럼을 연주했다. 카우프만은 허리 부상 때문에 다음 투어에서 밴드를 떠나야 했다. 이 음반에서 밴드는 이전 음반보다 더 힘든 과정을 밟으려고 노력했고, 전통적인 스타일과 이 시기에 현대적인 스타일을 결합했다.

## 곡 목록
모든 곡들은 특별한 언급이 없는 한 억셉트와 개비 호프만에 의해 작사/작곡하였다.
| #   | 제목                             | 작사·작곡                | 재생 시간 |
| --- | -------------------------------- | ------------------------ | --------- |
| 1.  | 〈Death Row〉                    |                          | 5:17      |
| 2.  | 〈Sodom & Gomorra〉              |                          | 6:28      |
| 3.  | 〈The Beast Inside〉             |                          | 5:57      |
| 4.  | 〈Dead On!〉                     |                          | 4:52      |
| 5.  | 〈Guns 'R' Us〉                  |                          | 4:41      |
| 6.  | 〈Like a Loaded Gun〉            |                          | 4:19      |
| 7.  | 〈What Else〉                    |                          | 4:39      |
| 8.  | 〈Stone Evil〉                   |                          | 5:23      |
| 9.  | 〈Bad Habits Die Hard〉          |                          | 4:41      |
| 10. | 〈Prejudice〉                    |                          | 4:14      |
| 11. | 〈Bad Religion〉                 |                          | 4:26      |
| 12. | 〈Generation Clash II〉          |                          | 5:05      |
| 13. | 〈Writing on the Wall〉          |                          | 4:25      |
| 14. | 〈Drifting Apart〉 (기악)        | 울프 호프만, 피터 발테스 | 3:03      |
| 15. | 〈Pomp and Circumstance〉 (기악) | 에드워드 엘가            | 3:44      |